# Hellevad (Aabenraa Kommune)
 For alternative betydninger, se Hellevad. (Se også artikler, som begynder med Hellevad)
Hellevad (tysk: Hellewatt) er en by i Sønderjylland med 552 indbyggere  (2024), beliggende 17 km sydøst for Toftlund, 18 km øst for Løgumkloster, 8 km vest for Rødekro og 15 km vest for Aabenraa. Byen hører til Aabenraa Kommune og ligger i Region Syddanmark.
Hellevad er den eneste by i Hellevad Sogn. Hellevad Kirke ligger i byens vestlige ende.

## Geografi
Surbæk løber gennem byen mod vest og bliver sammen med Rødå til Arnå, som er et af tilløbene til Vidå i Tøndermarsken.
Rødekro-senderens 320 meter høje TV- og radiosendemast står 5 km syd for Hellevad, og 5 km nord for byen står Rangstrup-senderens ældre TV- og radiosendemast.

## Faciliteter
Hellevad har et frivilligt brandværn, som også dækker omegnen med landsbyerne Klovtoft, Horsbyg og Egvad samt nabobyen Bedsted. Værnet blev oprettet i 1931 efter tre pyromanbrande. Brandstationen blev moderniseret i 1991.
Hellevad Børneunivers er en skole med 87 elever, fordelt på 0.-6. klassetrin, og en børnehave med 45 børn i 3 grupper. Hellevad Idrætsforening (HIF), stiftet 1929, tilbyder fodbold, badminton og petanque; desuden står foreningen for fastelavnsfest, midsommerfest og dilettant.

## Historie
Som navnet siger, lå Hellevad ved et vadested. Her gik vejen mellem Ribe og Oksevejen over Surbæk i Middelalderen. Ordet "helle" kan enten hentyde til en flad trædesten i vadestedet eller til en hellig kilde nord for kirken. Der var betydelig søgning til kirkens nødhjælper-alter. Kirken er ret stor pga. de mange vejfarende, som også kan forklare hvorfor kirken ligger nede på engen og ikke på en bakketop som de fleste landsbykirker.

### Vandmøllen
2 km vest for Hellevad ligger Hellevad Vandmølle ved Surbæk. Den første mølle menes at være opført i 1200-tallet, og fra 1554 er møllen nævnt i flere kilder. Jacobsen-familien, der overtog møllen i 1836, men gik konkurs i 1935, har opført de fleste af de nuværende bygninger. Familien drev slagtehus, mejeri og bageri og distribuerede stedets produkter til hele landsdelen med 23 hestevogne. Stedet drives nu som et økologisk landbrug på 80 ha med bondegårdsferie og kursusfaciliteter.

### Stationsbyen
Hellevad havde trinbræt med sidespor (tysk: Haltestelle) på den smalsporede jernbane Aabenraa-Løgumkloster (1901–26). Holdepladsen lå ved kroen Kløver Es (tysk: Kleveres), som samtidig var stationsbygning. Kløver Es drives stadig som hotel og har selskabslokaler til hhv. 170 og 50 personer.
Banen blev drevet af Kleinbahnen des Kreises Apenrade, som ved genforeningen i 1920 skiftede navn til Aabenraa Amts Jernbaner. Amtsbanen gik nogenlunde direkte til Løgumkloster, hvorfra der var statsbane til Bredebro. Men til Aabenraa tog banen en stor omvej mod nordøst, krydsede den østjyske længdebane i Hovslund Stationsby, passerede Knivsbjerg, gik i en stor bue ud på Løjt Land og kom ind i Aabenraa fra øst!
Amtsbanen blev i 1927 afløst af en ny normalsporet statsbane, Rødekro-Løgumkloster-Bredebro Jernbane eller Klosterbanen, så Hellevad fik en mere direkte forbindelse med Aabenraa via Rødekro-Aabenraa banen. Klosterbanen fik dog en kort levetid på knap 9 år og blev nedlagt i 1936.
Det danske målebordsblad fra årtierne efter Genforeningen viser foruden hotellet også smedie, mølle, skole, mejeri, lægebolig og telefoncentral.
Statsbanestationen er bevaret på Søndervænget 10.

### Kommunen
Hellevad sognekommune indgik ved kommunalreformen i 1970 i Rødekro Kommune i Sønderjyllands Amt. Rødekro Kommune indgik ved Kommunalreformen 2007 i Aabenraa Kommune.

## Kendte personer fra Hellevad
- Niels Heldvad (1564-1634) – på latin Nicolaus Heldvaderus – præst i Hellevad-Egvad sogne og populærvidenskabelig forfatter, fra 1615 kalender- og historieskriver ved Christian 4.'s hof og ofte rejseledsager for kongen. Mindesten rejst ved kirkens sydmur i 1964.
- Eva Kjer Hansen (1964-), folketingsmedlem for Venstre siden 1990, minister 2004-10 og 2015-16